# Мартиросян, Гайк Оганесович
Гайк Огане́сович Мартирося́н (арм. Մարտիրոսյան Հայկ Հովհաննեսի; 22 декабря 1903, Баку, Российская империя — 15 марта 1995, Ереван, Армения) — советский военачальник, генерал-майор Советской армии (1943). Участник гражданской и Великой Отечественной войн. В начальный период войны в качестве командира 239-й моторизованной (стрелковой) дивизии участвовал в Московской (1941—1942) и Ржевской (1942—1943) битвах, а затем в качестве заместителя и врио командующего 43-й армией и командира 90-го стрелкового корпуса 1-го Прибалтийского фронта участвовал в разгроме немецких войск в Прибалтике и Восточной Пруссии, в том числе штурме Кёнигсберга.

## Биография
Родился 22 декабря 1903 года в городе Баку в семье нефтяника. Армянин.

### В рядах РККА
В Рабоче-крестьянской Красной армии с мая по сентябрь 1918 года и с марта 1922 года. Участник гражданской войны. С мая 1918 года воевал красноармейцем-телефонистом в 3-м Бакинском батальоне 1-й отдельной бригады против турецких войск в районе Ахалцих. В сентябре 1918 году уволен в запас (в приказе об увольнении — отправлен в долгосрочный отпуск).
После гражданской войны в марте 1922 года вновь призван в РККА. Красноармеец Г. О. Мартиросян служил в частях особого назначения в городе Эривань. В 1922 году переехал вместе с семьёй из Баку в Эривань.
С мая 1923 года — курсант военно-политических курсов Отдельной Кавказской Краснознамённой армии, по окончании которых служил в 1-м Армянском стрелковом полку в должностях политрука роты, командира и политрука роты, командира батальона, а затем помощника начальника штаба полка по разведке.
В 1924 году Г. О. Мартиросян в составе 1-го Армянского стрелкового полка участвовал в подавлении меньшевистского восстания в Манглисе и Душетском районе в Грузии. В 1925 году окончил военно-политические курсы Отдельной Кавказской Краснознамённой армии. В 1926 году вступил в ВКП(б)/КПСС.
В период с октября 1926 года по сентябрь 1927 года обучался на стрелково-тактических курсах усовершенствования комсостава РККА «Выстрел» им. Коминтерна. В 1929 году в составе 1-го Армянского стрелкового полка участвовал в подавлении антисоветских выступлений дашнаков.
В сентябре 1931 года направлен на разведывательные курсы при 4-м управлении Штаба РККА, по окончании которых с апреля 1932 года служил помощником начальника 1-й части, а затем начальником 2-й части в штабе 48-й стрелковой дивизии.
С апреля 1933 года — слушатель Военной академии РККА им. М. В. Фрунзе, затем с ноября 1936 года был помощником начальника и начальником 1-й части штаба 21-й стрелковой дивизии ОКДВА.
С июня 1938 года — начальник штаба 92-й стрелковой дивизии, с декабря — помощник командира 105-й стрелковой дивизии 1-й Отдельной Краснознамённой армии, с июля 1939 года — командир 5-й стрелковой бригады этой армии (с июля 1940 года — в составе вновь образованного Дальневосточного фронта). С марта 1941 года — командир 239-й мотострелковой дивизии 30-го механизированного корпуса 1-й Краснознамённой армии Дальневосточного фронта.

### В годы Великой Отечественной войны
После начала Великой Отечественной войны полковник Г. О. Мартиросян продолжал командовать 239-й мотострелковой дивизией.
15 ноября 1941 года 239-я стрелковая дивизия была выгружена на станции Узловая под Тулой для участия в Московской оборонительной операции. Вела бои с 112-й и 167-й пехотными дивизиями вермахта, участвовала в наступлении на Дедилово. После перехода немецких войск в наступление 18 ноября полковник Г. О. Мартиросян руководил обороной Сталиногорска (ныне Новомосковск Тульской области). Во время контрнаступления под Москвой участвовал в освобождении Плавска, Козельска, а также в блокировании г. Сухиничи. 8 января силами дивизии был захвачен город Серпейск. 26 января 1942 года за исключительно умелое руководство боевыми действиями дивизии полковник Г. О. Мартиросян был представлен командованием 10-й армии к ордену Красного Знамени (награждён 30 апреля 1942).
В боях за Ржев осенью 1942 года сильно контужен. С августа 1942 года находился на излечении в госпитале. С конца декабря по июнь 1943 года обучался в Высшей военной академии РККА им. К. Е. Ворошилова. С июня 1943 года — начальник кафедры пехоты Военной академии РККА им. М. В. Фрунзе. 1 сентября 1943 года присвоено звание генерал-майор. С марта 1944 года — начальник курса этой академии.
С ноября 1944 года генерал-майор Г. О. Мартиросян — и.д. заместителя командующего 43-й армией в составе 1-го Прибалтийского и 3-го Белорусского фронтов. Одновременно с 16 января по 26 февраля 1945 г. — и.д. командира 90-го стрелкового корпуса, который принимал участие в Инстербургско-Кенигсбергской наступательной операции, а затем в обороне побережья залива Куршес-Хафф. Войну закончил в Гдыне.

### Послевоенные годы
После войны с января 1946 года генерал-майор Г. О. Мартиросян находился в распоряжении Главного управления кадров НКО СССР, затем в мае того же года был назначен командиром 89-й стрелковой дивизии. За годы его командования дивизия была одной из передовых в округе. По оценке Героя Советского Союза генерал-майора А. В. Казарьяна, служившего под его командованием, в лице Г. О. Мартиросяна «мы видели высокообразованного, опытного, интеллигентного, строгого и заботливого командира, крупного теоретика и практика, одного из лучших методистов по обучению и воспитанию войск».
С января 1951 года — командир 22-го стрелкового корпуса в Закавказском военном округе. С декабря 1953 года — в запасе. В 1954 году вышел в отставку. Возглавлял секцию Советского комитета ветеранов войны, участвовал в военно-патриотическом воспитании молодёжи.
В Ереване неоднократно избирался депутатом Верховного Совета Армянской ССР, был председателем научно-методического совета общества «Знание».
Умер 15 марта 1995 года в Ереване, Армения.

## Награды и звания
Советские государственные награды:
- орден Ленина (1947);
- три ордена Красного Знамени (30 апреля 1942[5], 1944, 1952);
- орден Кутузова II степени (1945);
- два ордена Отечественной войны I степени (1943, в ознаменование 25-й годовщины Военной академии имени М. В. Фрунзе и за успехи в деле подготовки офицерских кадров[9]; 1985[10]);
- медали.

Почётный гражданин столицы Армении Еревана (1985) и города Узловая (8 декабря 1966).

## Публикации
- Մարտիրոսյան Հ. Հ., Ռժևի ուղղությամբ: (Հուշեր) — Երևան : Հայաստան, 1970. — 52 էջ. (арм.). — (Мартиросян Г. О. На Ржевском направлении. (Воспоминания) — Ереван: Армения, 1970. — 52 с.).
- Մարտիրոսյան Հ. Հ., Կնյազյան Հ.Ա. Նեմանից մինչև Քյոնիգսբերգ : (Հուշեր Քյոնիգսբերգի գրավման մասին). — Երևան : Հայաստան, 1967. — 26 էջ. (арм.) (недоступная ссылка — история). — ( Мартиросян Г. О., Князян А. А. От Немана до Кёнигсберга. (Воспоминания о взятии Кёнигсберга). — Ереван: Армения, 1967. — 26 с.).
- Մարտիրոսյան Հ. Հ., Կնյազյան Հ.Ա. Մոսկվայի ճակատամարտում : (Հեղինակի հուշերը). — Երևան : Հայաստան, 1968. (арм.). — (Мартиросян Г. О., Князян А. А. Битва за Москву (Воспоминания автора). — Ереван: Армения, 1968).
- Մարտիրոսյան Հ. Հ. Առավել մեծ ուշադրություն երիտասարդության ռազմա-հայրենասիրական դաստիարակությանը. — Երևան : Ա. հ., 1975. (арм.). — (Мартиросян Г. О. Уделять особо большее внимание военно-патриотическому воспитанию молодёжи. — Ереван. А. и. 1975.).
- Мартиросян Г. О., Марутян В. А. Боевые традиции — могучее средство патриотического воспитания. — Ереван: Общество «Знание» АрмССР, 1981. — 36 с. — (В помощь лектору).

## Память

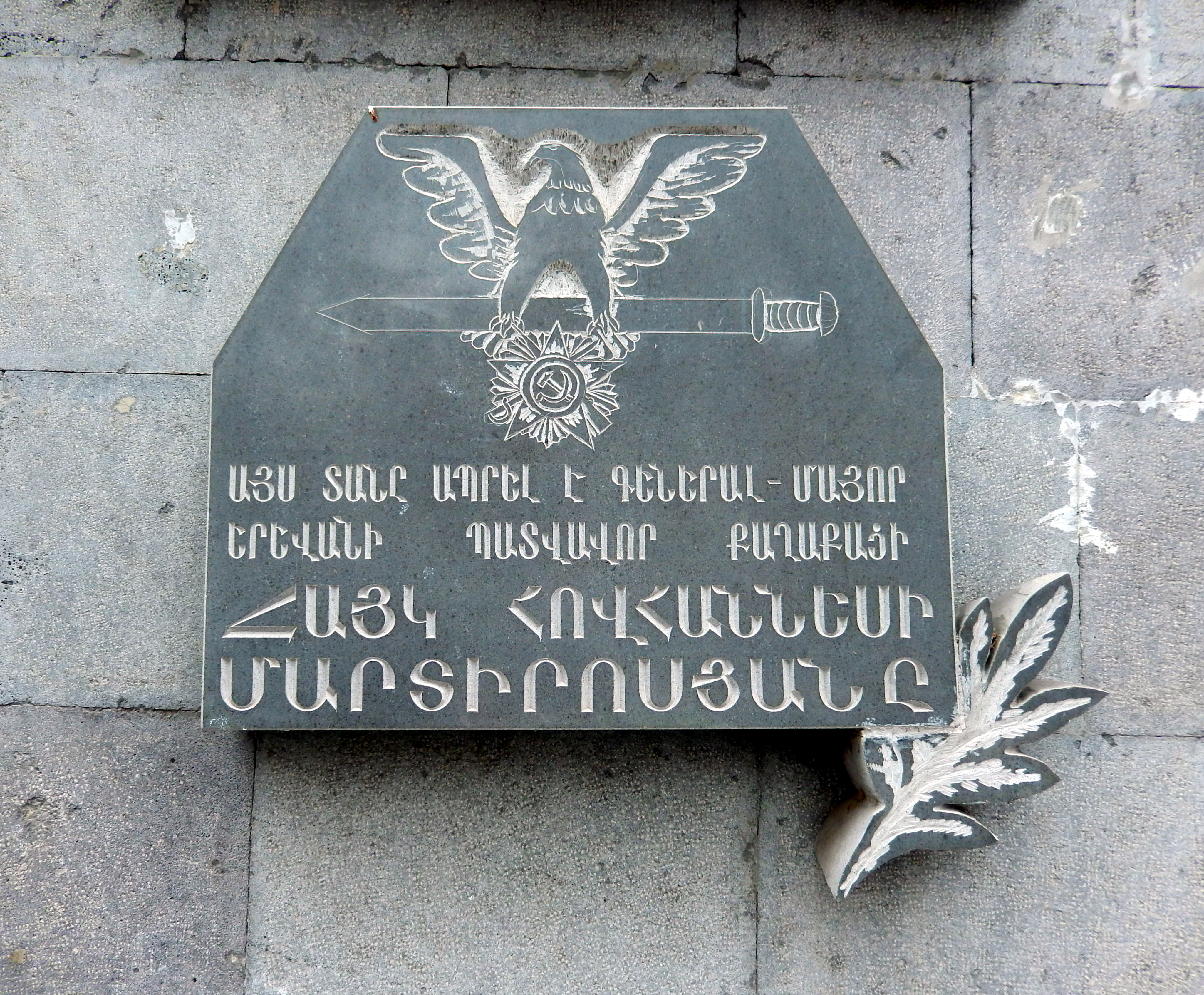
Мемориальная доска в Ереване, д. 31 ул. Московян

- Именем Г. О. Мартиросяна названы улица и переулок в городе Узловая Тульской области (июнь 2020), улица в Новомосковске (ноябрь 2021);
- 1 августа 2020 года в городе Узловая Тульской области открыт мемориальный комплекс генерал-майору Красной армии, командиру 239-й стрелковой дивизии Гайку Мартиросяну и воинам его дивизии.
- Мемориальная доска в Ереване на д. 31 по улице Московян